# Angel Puss (film)
Angel Puss è un film del 1944 diretto da Chuck Jones. È un cortometraggio d'animazione della serie Looney Tunes, prodotto dalla Leon Schlesinger Productions e uscito negli Stati Uniti il 3 giugno 1944, distribuito dalla Warner Bros.
Il corto include gag stereotipate e situazioni che riguardano gli afroamericani, raffigurati in modo caricaturale. Pertanto, questa pellicola e altri cartoni della Warner Bros. con dei temi simili sono stati rimossi dalla distribuzione televisiva dal 1968, e sono noti col nome collettivo di "undici censurati" (Censored Eleven). Si tratta inoltre dell'unico corto della serie Looney Tunes inserito nei Censored Eleven, in quanto gli altri sono della serie Merrie Melodies.
Il protagonista è "Li'l Sambo" un personaggio in stile blackface che mostra stereotipi razziali comuni nel linguaggio, nell'intelligenza e nella paura del soprannaturale. Il settimanale afroamericano The Pittsburgh Courier protestò fermamente contro il cartone animato, specialmente perché venne proiettato a Los Angeles insieme al cortometraggio Americans All, che trattava invece proprio dei temi della lotta ai pregiudizi e agli stereotipi.

## Trama
Un giovane afroamericano (disegnato in stile blackface) porta un sacco in un fiume e si lamenta di aver accettato di annegare un gatto. Mentre il ragazzo fissa l'acqua, il gatto scivola fuori dal sacco e lo riempie invece di mattoncini. Quando il ragazzo dice che non può portare a termine il compito, il gatto nascosto, fingendo di essere la coscienza del ragazzo, dice: "Vai avanti, Sambo, vai avanti , ragazzo", e gli ricorda che è stato pagato "quattro bigliettoni" per fare il lavoro. Sambo con riluttanza lascia cadere la borsa nel fiume piuttosto che restituire i soldi.
Il gatto poi si traveste da fantasma, dipingendosi di bianco e indossando ali e un'aureola, e procede a "perseguitare" Sambo avvicinandosi ripetutamente a lui e sussurrando "boh." Sambo scappa, ma il gatto scuote un paio di dadi, facendo cadere Sambo in trance e inconsciamente torna dal gatto (parte di una gag ricorrente nei cartoni della Warner Bros. che stereotipa gli afroamericani come dipendenti dal gioco d'azzardo).
Le infestazioni continuano finché Sambo e il gatto cadono in uno stagno, lavando via la vernice del gatto. Quando Sambo si rende conto di essere stato ingannato, uccide il gatto con un colpo di fucile. Immediatamente dopo, una fila di nove gatti fantasma (che rappresentano le nove vite di un gatto) marcia verso Sambo, dicendo: "E questa volta, fratello, non stiamo scherzando".

## Accoglienza
Il 7 ottobre 1944, Herman Hill scrisse un editoriale per il settimanale afroamericano The Pittsburgh Courier intitolato Angel Puss vs. Americans for All. Hill scrisse: "Alla base della protesta spontanea da parte del pubblico nero che andava a teatro, a lungo e pazientemente sofferente, ci sono state le numerose e schiette espressioni di condanna nei confronti del cartone animato della Warner Brothers. Angel Puss. Quasi per ironia della sorte la proiezione del film è stata a Los Angeles, in quanto era inserito tra il film principale e il corto Americans for All della serie The March of Time, la cui tematica è direttamente finalizzata alla diminuzione dei razzismi. Da allora si è appreso che la Warner Brothers aveva ordinato che il controverso Americans for All fosse proiettato in ciascuno dei loro cinema in tutto il paese come sforzo per abbattere i mali del pregiudizio razziale. In un ulteriore tentativo di fare luce sul tema delle caricature, un portavoce di The March of Time ha dichiarato di non avere nulla a che fare con l'inserimento del loro film nella stessa programmazione di Angel Puss o di qualsiasi altro film simile. Si è ammesso però che, in considerazione del tipo di cartone animato, si è dimostrato di cattivo gusto in materia."
Tuttavia, questa preoccupazione non fu espressa dalla stampa cinematografica dell'epoca, che ha fatto eco e celebrato gli stereotipi del film. Il 24 giugno, Boxoffice scrisse: "Un delizioso pezzo di animazione a fumetti cattura la naturale avversione di un ragazzo di colore verso qualsiasi forma di suggestione soprannaturale, rappresentata da un gatto che avrebbe dovuto essere annegato dal ragazzo, ma riesce a scappare. Il gatto rende la vita estremamente infelice al ragazzo travestendosi da spettro, ma finisce in modo sfortunato. Si ride molto."